# Diocesi di Amiso

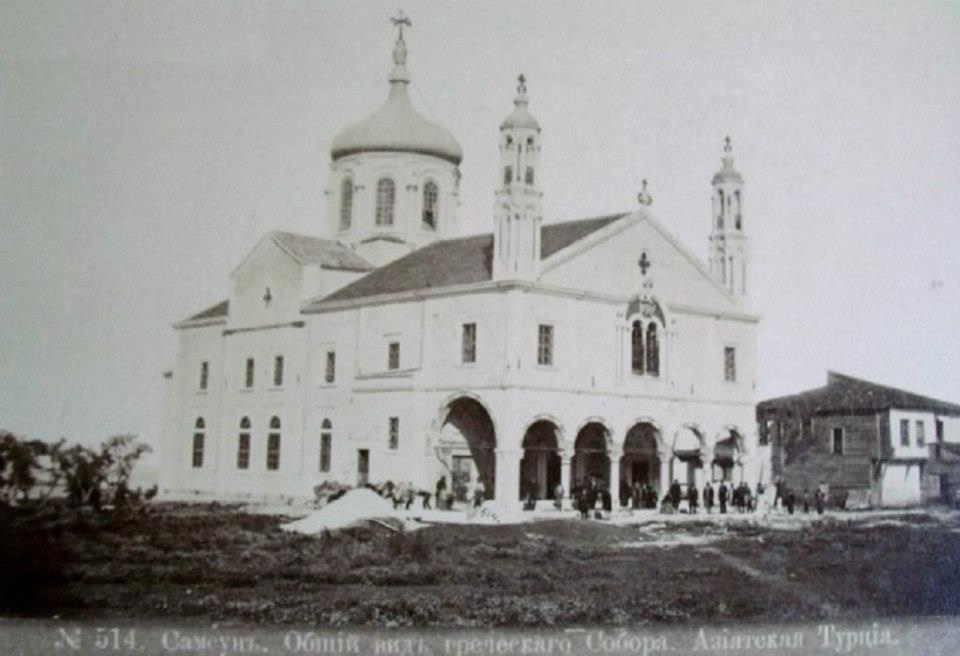
Antica fotografia della chiesa, oggi scomparsa, della Santissima Trinità di Samsun, che fu cattedrale della metropolia di Amasea.

La diocesi di Amiso (in latino: Dioecesis Amisena) è una sede soppressa del patriarcato di Costantinopoli e una sede titolare della Chiesa cattolica. Nel corso del XIV secolo, la città fu sede di una diocesi di rito latino.

## Storia
Amiso, corrispondente alla città di Samsun nell'odierna Turchia, è un'antica sede vescovile della provincia romana dell'Elenoponto nella diocesi civile del Ponto. Faceva parte del patriarcato di Costantinopoli ed era suffraganea dell'arcidiocesi di Amasea. La sede è documentata nelle Notitiae Episcopatuum del patriarcato fino al XII secolo.
Secondo la tradizione, Amiso venne evangelizzata nel corso del I secolo dall'apostolo Andrea. All'inizio del IV secolo, durante l'impero di Diocleziano, subì il martirio la vergine Caritina, ricordata nel martirologio romano al 5 ottobre. Sono noti altre martiri, uccise all'inizio del regno di Galerio, e cioè Alessandra, Claudia, Eufrasia, Matrona, Giuliana, Eufemia e Teodosia.
Diversi sono i vescovi conosciuti di questa antica diocesi bizantina. Antoniano partecipò al concilio di Calcedonia del 451, ma sottoscrisse la definizione di fede tramite il diacono Olimpio. Eritrio sottoscrisse nel 458 la lettera dei vescovi dell'Elenoponto all'imperatore Leone in seguito all'uccisione del patriarca Proterio di Alessandria. Il menologio greco, alla data del 18 dicembre, ricorda il santo vescovo Floro vissuto alla fine del VI secolo. Tiberio, Leone e Basilio parteciparono ai concili ecumenici della loro epoca, rispettivamente il terzo concilio di Costantinopoli (680), il secondo concilio di Nicea (787) ed il concilio di Costantinopoli dell'879-880 che riabilitò il patriarca Fozio. Costantino, Niceforo e un anonimo vescovo sono documentati dall'esistenza dei loro sigilli episcopali, datati tra XI e XII secolo. Infine, durante il suo patriarcato, Michele III di Anchialo (1170-1178) inviò al metropolita Leone di Amasea l'ordine di eleggere al più presto un nuovo vescovo, il cui nome resta sconosciuto, per la sede di Amiso.
A partire dal XIV secolo Amiso divenne la sede dei metropoliti di Amasea, che vi risiedettero stabilmente fino alla soppressione dell'arcidiocesi greca nel 1923; qui si trovava la cattedrale metropolitana dedicata alla Santissima Trinità, oggi scomparsa.
Agli inizi del XIV secolo ad Amiso, conosciuta all'epoca come Simisso, è attestata la presenza di un convento di Francescani della Vicaria Orientalis dipendente dalla Custodia di Trebisonda. Come molte altre città della costa del mar Nero ove erano presenti gli Ordini mendicanti, anche Simisso divenne sede di una diocesi di rito latino, esistente prima del 1345. Un suo vescovo, Paolo, fu trasferito dal patriarca latino di Costantinopoli a Smirne, città recentemente conquistata; al suo posto fu nominato il domenicano Benedetto, cui seguì un armeno italiano, Tommaso. La diocesi latina scomparve, al più tardi, con la conquista di Samsun ad opera degli Ottomani nel 1401.
Dal XIX secolo Amiso è annoverata tra le sedi vescovili titolari della Chiesa cattolica; la sede è vacante dal 18 febbraio 1978. Il suo ultimo titolare è stato Henricus Cornelius De Wit, prelato di San Jose de Antique nelle Filippine.

## Cronotassi

### Vescovi greci
- Antoniano † (menzionato nel 451)
- Eritrio † (menzionato nel 458)
- San Floro † (menzionato nel 590 circa)
- Tiberio † (menzionato nel 680)[9]
- Leone † (menzionato nel 787)[10]
- Basilio † (menzionato nell'879)[11]
- Costantino † (inizio XI secolo)[12]
- Niceforo † (inizio XI secolo)[13]
- Anonimo † (circa XI/XII secolo)[14]
- Anonimo † (menzionato tra il 1170 e il 1178)

### Vescovi latini
- Paolo † (? - 10 luglio 1344 nominato arcivescovo di Smirne)
- Benedetto, O.P. † (3 luglio 1345 - dopo febbraio 1346[15] deceduto)
- Tommaso † (13 novembre 1349 - ?)

### Vescovi titolari
- John Edmund Fitzmaurice † (14 dicembre 1897 - 18 settembre 1899 succeduto vescovo di Erie)
- Aquilino Ferreyra y Álvarez † (16 novembre 1899 - 28 settembre 1910 deceduto)
- Antonio Feruglio † (4 gennaio 1911 - 8 febbraio 1911 deceduto)
- François Belleville, M.E.P. † (9 febbraio 1911 - 7 luglio 1912 deceduto)
- Francesco Di Costanzo † (19 dicembre 1912 - 7 luglio 1913 deceduto)
- Antônio Malan, S.D.B. † (25 maggio 1914 - 3 gennaio 1924 nominato vescovo di Petrolina)
- Costantine Bohacevskyj † (20 maggio 1924 - 5 aprile 1954 nominato arcieparca, titolo personale, degli Stati Uniti d'America)
- José de Jesús Clemens Alba Palacios † (5 aprile 1954 - 8 agosto 1959 nominato vescovo di Tehuantepec)
- Raffaele Pellecchia † (2 gennaio 1960 - 1º settembre 1961 nominato vescovo di Alife)
- Henricus Cornelius De Wit, M.H.M. † (12 aprile 1962 - 18 febbraio 1978 dimesso)